# Deep Waters
Deep Waters è un film muto del 1920 diretto da Maurice Tourneur.
La sceneggiatura si basa sul romanzo Caleb West, Master Diver di F. Hopkinson Smith pubblicato a New York nel 1899 da cui Michael Morton trasse Caleb West, un lavoro teatrale andato in scena a Broadway il 17 settembre 1900.

## Trama
Henry Sanford, ingaggiato per costruire un faro a Keyport, si sente attratto da Kate, la bella moglie del ricco Morgan Leroy, il quale diventa geloso di lui tanto da finire a litigare con Kate. Intanto Bill Lacey, un membro dell'equipaggio di Caleb West, ha delle mire su Betty, la giovane moglie dello stesso Caleb. Lacey si infortuna nei pressi del faro e viene trasportato a casa di Caleb, dov'è curato da Betty, che lui cerca di convincere a lasciare il marito. Anche se all'inizio la giovane donna accetta di partire con lui per Portland, quasi subito si rende però conto di amare Caleb e torna da lui. Bill resta vittima di un naufragio e Caleb si immerge per cercare di riportarlo in superficie. Sarà il capitano, poi, a raccontargli che è stato salvato proprio da Betty che ha messo mano alla pompa per fargli arrivare l'aria quando lui si trovava sott'acqua. Caleb capisce che la moglie lo ama e si riconcilia con lei. Anche Morgan e Kate superano le loro incomprensioni e si riappacificano.

## Produzione
Il film fu prodotto dalla Maurice Tourneur Productions.

## Distribuzione
Il copyright del film, richiesto dalla Famous Players-Lasky Corp., fu registrato il 2 ottobre 1920 con il numero LP15637.
Distribuito dalla Famous Players-Lasky Corporation (Paramount Pictures), il film - presentato da Maurice Tourneur - uscì nelle sale cinematografiche statunitensi il 10 ottobre 1920.
Non si conoscono copie ancora esistenti della pellicola che viene considerata presumibilmente perduta.